# Volto megalitico di Borzone
Il volto megalitico di Borzone è un'antica scultura rupestre situata nel comune di Borzonasca e precisamente nella valle del torrente Penna, tra l'abbazia di Borzone ed il borgo di Zolezzi, in località Rocche di Borzone.

## Storia
Il megalite fu riscoperto durante un sopralluogo dell'ente comunale per la costruzione della strada carrozzabile nel gennaio 1965. Il ritrovamento, ad opera dell'assessore Armando Giuliani, fu ripreso e documentato dal quotidiano genovese del Corriere Mercantile, attirando l'attenzione degli archeologi. Con i suoi sette metri d'altezza per quattro di larghezza, sarebbe la scultura rupestre più grande d'Europa, come ricostruito dall'assessore borzonaschese Rita Deschmann.
Vista l'assenza di studi sistematici sul reperto, la datazione è comunque oggetto di varie ipotesi. Le prime, lo fanno risalire fra il paleolitico superiore (fra i 20.000 a 12.000 anni fa) e il Neolitico (fra i 10.000 e i 3.500 anni fa), nel solco dei menhir antropomorfi come quelli francesi di Carnac.
Uno studio del 2015, ha invece postulato origini alto medievali, rilevando somiglianze fisionomiche col volto della Sindone di Torino e proponendo il nome di "Sindone di pietra". Secondo questa teoria l'incisione sarebbe opera dei monaci Benedettini della vicina abbazia di Sant'Andrea di Borzone, importante e diretta emanazione dell'abbazia di San Colombano di Bobbio, luogo cruciale dell'alto medioevo italiano. I monaci potrebbero aver scolpito il volto a causa di un voto per la conversione al Cristianesimo degli abitanti della valle del Penna, ciò spiegherebbe il fatto che il volto è rivolto verso la valle mentre dà le spalle all'abbazia; una tradizione locale afferma, inoltre, che una volta all'anno i monaci si recassero davanti alla scultura per venerarla.

## Galleria d'immagini

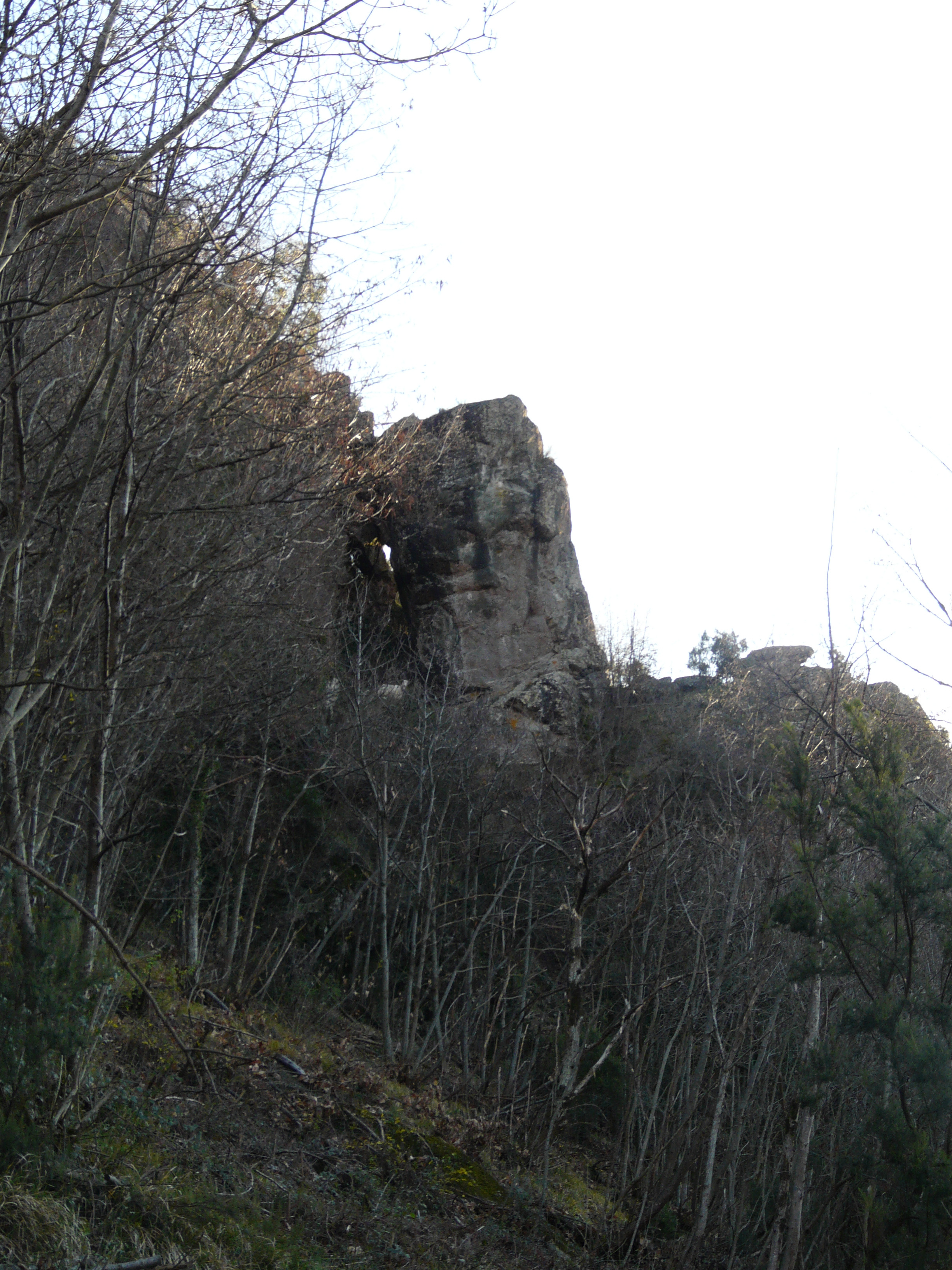
Il Volto di Borzone, in una fotografia del 2008
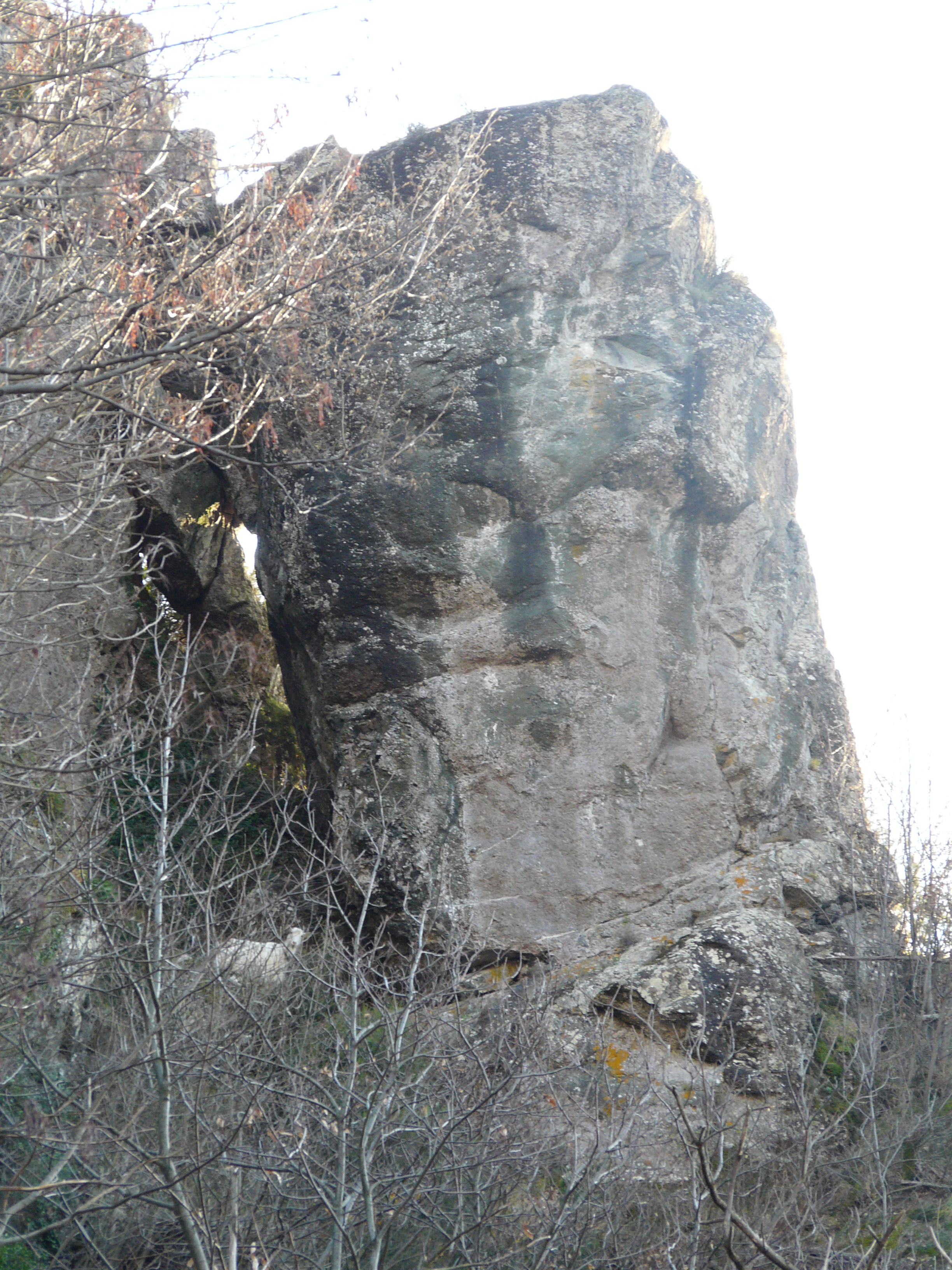
Il Volto di Borzone, in una fotografia del 2008